# Hilda Lucemburská
Hilda Lucemburská (15. únor 1897 Colmar-Berg – 8. září 1979 tamtéž) byla lucemburská princezna a sňatkem kněžna ze Schwarzenbergu. Mezi lety 1918 a 1921 byla prvním následníkem lucemburského trůnu.

## Život
Hilda se narodila jako třetí dítě lucemburského velkovévody Viléma IV. a jeho manželky, portugalské princezny Marie Anny v roce 1897 na zámku Berg, nedaleko Lucemburku. Její dvě starší sestry se později staly panujícími velkovévodkyněmi Lucemburska, ona sama byla v letech 1918 - 1921 následnicí své sestry Šarloty.

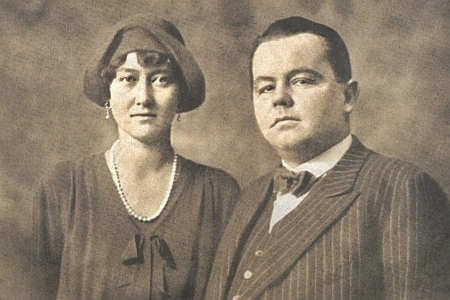
Hilda se svým manželem Adolfem ze Schwarzenbergu

V roce 1930 se 28. října provdala za českého aristokrata, vlastence a odpůrce nacismu, prince Adolfa Schwarzenberga, syna knížete Jana Nepomuka II. Svatba se konala na zámku Berg v Lucembursku. Manželé později pobývali v lovecké chatě ve Staré Oboře. Ve třicátých letech manželé také často cestovali. Podnikli například několik poznávacích cest po Africe společně s českým cestovatelem Bedřichem Machulkou, ale výjimkou nebyly ani lovecké výpravy, což dokazují četné lovecké trofeje, dnes umístěné na zámku Ohrada. Nedaleko Nairobi v Keni zakoupili v roce 1933 farmu M'pala.
V roce 1938 zemřel její tchán, kníže Jan Nepomuk II. a její manžel se tak stal 10. knížetem ze Schwarzenbergu a 15. vévodou krumlovským, zároveň zdědil rozsáhlý rodový majetek, mimo jiné zámky Hluboká, Český Krumlov, palác ve Vídni a v Praze. Manželé pobývali hlavně na Hluboké a ve vídeňském paláci a to až do roku 1939, kdy se její manžel jako vášnivý antinacista ocitl v bezprostředním nebezpečí po okupaci Československa. Manželé se nejprve uchýlili do Itálie a následně do USA, kde pobývali až do konce války.
Následně se vrátili do Rakouska, kde ovšem nalezli rodinný majetek v dezolátním stavu a museli tak nějakou dobu žít ve Švýcarsku. Společně se svým manželem se věnovala obnově zničeného schwarzenberského paláce ve Vídni. Stejně jako její manžel těžce nesla ztrátu rodového majetku v Čechách, který byl zabaven v roce 1947 speciálním zákonem Lex Schwarzenberg. Na konci čtyřicátých let se začal zhoršovat zdravotní stav jejího manžela, který trpěl srdečním onemocněním, přesto se manželé v roce 1949 rozhodli navštívit svou keňskou farmu M'pala. Při pobytu v Keni ovšem Adolfa zastihla porucha krevního oběhu a Hilda jej následně přemluvila k návratu do Evropy. Manželé Schwarzenbergovi se uchýlili do své vily v Itálii, kde Adolf 27. února 1950 zemřel. Manželství zůstalo bezdětné, takže rozsáhlý rodový majetek zdělil Adolfův bratranec Jindřich. Hilda se vrátila do rodného Lucemburska, kde pobývala u své sestry Šarloty. Svého manžela přežila o 29 let. Zemřela 8. září 1979 symbolicky na zámku Berg, na místě, kde se narodila a později vdala.

## Tituly a oslovení
- 15. února 1897 – 28. října 1930: Její velkovévodská Výsost princezna Hilda Lucemburská, princezna z Nassau
- 29. října 1930 – 1. října 1938: Její Jasnost dědičná princezna ze Schwarzenbergu, princezna lucemburská a nasavská
- 1. října 1938 – 27. února 1950: Její Jasnost kněžna ze Schwarzenbergu, princezna lucemburská a nasavská, vévodkyně krumlovská, hraběnka ze Sulzu a okněžněná lankraběnka klettgavská
- 27. února 1950 – 8. září 1979: Její Jasnost kněžna-vdova ze Schwarzenbergu, princezna lucemburská a nasavská